# دائرة الطارف
دائرة الطارف هي إحدى دوائر ولاية الطارف الجزائرية.